# Sannantha virgata
Sannantha virgata är en myrtenväxtart som först beskrevs av Johann Reinhold Forster och Johann Georg Adam Forster, och fick sitt nu gällande namn av Peter G.Wilson. Sannantha virgata ingår i släktet Sannantha och familjen myrtenväxter.
Artens utbredningsområde är Nya Kaledonien. Inga underarter finns listade i Catalogue of Life.